# Jerofejev
Jerofejev [jeroféjev] je priimek več osebnosti (rusko Ерофе́ев, ukrajinsko Єрофє́єв (Єрофеєв, Єрофеїв)).
- Aleksander Vjačeslavovič Jerofejev (rojen 1960), ruski pesnik, prozaik in slikar.
- Aleksej Dimitrijevič Jerofejev (rojen 1958), ruski novinar in domoznanec.
- Andrej Vladimirovič Jerofejev (rojen 1956), ruski umetnostni zgodovinar in kustos razstav.
- Feofij Andrejevič Jerofejev (1843 - 1905), ruski okulist.
- Kostjantin Volodimirovič Jerofejev (1966 - 2008), ukrajinski glasbenik, pesnik in novinar.
- Mihail Vasiljevič Jerofejev (1839 - 1888), ruski mineralog.
- Vasilij Gavrilovič Jerofejev ((1822 - 1884), ruski geolog.
- Venedikt Vasiljevič Jerofejev (1938 - 1990), ruski pisatelj.
- Viktor Vladimirovič Jerofejev (rojen 1947), ruski pisatelj in literarni zgodovinar.
- Vladimir Ivanovič Jerofejev
  - Vladimir Ivanovič Jerofejev (1920 - 2011), ruski diplomat, oče Viktorja V. Jerofejeva in A. V. Jerofejeva.
  - Vladimir Ivanovič Jerofejev (rojen 1944), ruski nogometni trener.
- Vladimir Jakovljevič Jerofejev (rojen 1909), ruski diplomat.